# Guo Weiyang
Guo Weiyang (en xinès: 郭伟阳) (1 de febrer de 1988) és un gimnasta xinès. Va competir per a l'equip nacional xinès als Jocs Olímpics de Londres 2012, al concurs complet per equips masculí de gimnàstica artística, on va guanyar la medalla d'or al costat de Chen Yibing. Zhang Chenglong, Zou Kai i Feng Zhe.